# Aimée du Buc de Rivery
Aimée du Buc de Rivery, née le 4 décembre 1776 au Robert (au lieu-dit Pointe-Marlet) est une fille de planteurs de la Martinique. Elle est considérée par certains auteurs comme la sultane validé (Reine Mère) Nakchidil, mère du futur sultan ottoman Mahmoud II, une théorie rejetée par les spécialistes.

## Origines familiales
Son père est Henri Jacob du Buc de Rivery, né le 19 juin 1748 au Robert, mort le 29 mai 1808 dans la même ville, planteur et propriétaire de l'habitation sucrerie la Pointe située à la Pointe-Royale au quartier du Robert, marié le 24 mai 1773 au Robert à Marie Anne Arbousset-Beaufond (1739-1811), sa cousine.
Sa date de naissance varie selon les auteurs : Aimée du Buc de Rivery était née en 1766 à la Martinique Aimée du Buc de Rivery, naquit en 1775 à la Pointe Royale Née à La Martinique autour de 1773 naissance en 1768... 18 juillet 1785 : âgée de 9 ans Aimée fille de Mr Dubuc et de Mlle Arbousset (ce qui donne comme date de naissance 1776) était de passage à Bordeaux.

## Légende
Lors de son retour de France vers la Martinique (en 1788 selon certaines versions, plus tard ou plus tôt selon d'autres) son navire disparait. Selon une tradition répandue, elle aurait été enlevée par des pirates et emmenée à Alger pour y être vendue,,. puis offerte par le dey d’Alger (Baba-Mohamed-Ben-Osman) au sultan (en général Abdul-Hamid Ier, mais certaines versions mentionnent Sélim III) et installée au harem du Palais de Topkapı à Constantinople sous le nom de « Nakchidil ». Parfois convertie à la religion musulmane, élevée au rang de quatrième Kadine (quatrième épouse) et mère du futur sultan Mahmoud II, ou bien conservant sa religion catholique et son honneur en devenant la mère adoptive du sultan, elle serait devenue en 1808 Sultane validé.
Pour Jacques Petitjean Roget, historien et spécialiste de la Martinique, cette histoire est une légende inspirée par une pièce de théâtre et colportée par des membres de la famille. Dans son livre J'ai assassiné la sultane Validé, il livre la généalogie des Dubuc de la Martinique et critique les ouvrages parus sur le sujet. Avant lui, Joseph Aubenas, dans Histoire de l'impératrice Joséphine cite Adrien Dessales (Histoire des Antilles) aucune demoiselle du Buc n'aurait pu, de par son âge, être cette sultane (consultation des archives versaillaises, où étaient envoyés tous les actes établis aux Antilles).
Son cousin Gallet de Saint-Aurin lui aurait rendu visite dans le cadre d'accords entre la France et la Turquie. Ce dernier relate dans un courrier qu'il lui aurait parlé et que cette dernière aurait répondu en créole. Bouleversée, elle s'éloigna sans un mot.
Aimée aurait reçu, avec autorisation du sultan, les derniers sacrements de l’Église des mains du Père Chrysostôme (supérieur du couvent des Capucins à Constantinople). Selon J. Minassian, il s'agissait du père Alexis d'Arras moine capucin.
Le tombeau de la sultane validé Nakchidil se trouve dans l'actuel district de Fatih, Naksh-i-dill elle-même, est morte en août ou début septembre 1817 La sultane Validé, mère du Grand-Seigneur, vient de mourir d'une maladie de langueur.

### Une autre sultane chrétienne?
La Gazette de la Martinique du 2 avril 1789 signale la présence d'un prêtre catholique lors de la mort de la « sultane favorite », qui serait née dans une ville de Provence ; A-M Martin du Theil suppose (sans le justifier) que cette dernière serait la mère biologique de Mahmoud II et qu'Aimée en serait la mère adoptive,.

### Romans
- Michel de Grèce, La Nuit du Sérail, 1982.
- Barbara Chase-Riboud La Grande Sultane, Albin Michel, 1987.
- Anne-Marie Martin du Theil, La Belle Nak-Chidil ou Aimée de Rivery : grand roman historique, "Du Buc Ste Preuve" ; avant-propos par Claude Farrère, Bergerac, chez l'auteur, 1937.

### Films
- Jack Smight, La Nuit du sérail, film américano-suisse de 1989, adapté du roman de Michel de Grèce